# ووسو (فلوریدا)
ووسو (به انگلیسی: Wausau) شهرکی در شهرستان واشنگتن ایالت فلوریدا است که در سال ۱۹۶۳ بنیان‌گذاری شده‌است. این شهرک طبق سرشماری سال ۲۰۱۰ میلادی، ۳۹۸ نفر جمعیت داشته و مساحت آن نیز ۲٫۹ کیلومتر مربع است.